# FK Žetisu
FK Žetisu Taldykorgan (kazašsky Жетісу Талдықорған Футбол Клубы) je kazachstánský fotbalový klub z města Taldykorgan, který byl založen v roce 1981. Svá domácí utkání hraje na stadionu Žetisu s kapacitou 4 000 míst.

## Úspěchy
- 1× vítěz Birinši Ligasy (2006)[2]

## Historické názvy
- Žetisu Taldykorgan (1981-1992)
- FK Taldykorgan (1993)
- Kainar Taldykorgan (1994-1997)
- Žetisu-Promservis Taldykorgan (1998)
- Žetisu Taldykorgan (1999-)

## Umístění v domácích ligách
Vysvětlivky:
- PL - Premjer Ligasy
- BL - Birinši Ligasy